# پایگاه هوایی دژیدا
پایگاه هوایی دژیدا (به انگلیسی: Dzhida (air base)) یک فرودگاه نظامی است که یک باند فرود بتن دارد و طول باند آن ۲۵۰۰ متر است. این فرودگاه در کشور روسیه قرار دارد و در ارتفاع ۶۰۰ متری از سطح دریا واقع شده است.